# Galerie Bernheim-Jeune
Pour les articles homonymes, voir Bernheim.
La galerie Bernheim-Jeune est l'une des galeries d'art parisiennes historiques, figure majeure de l'art moderne. Ouverte en 1863 à Paris par Alexandre Bernheim, elle a entre autres promu les peintres réalistes, impressionnistes et, à leurs débuts, les post-impressionnistes. Elle ferme en 2019.

## De Besançon à Paris

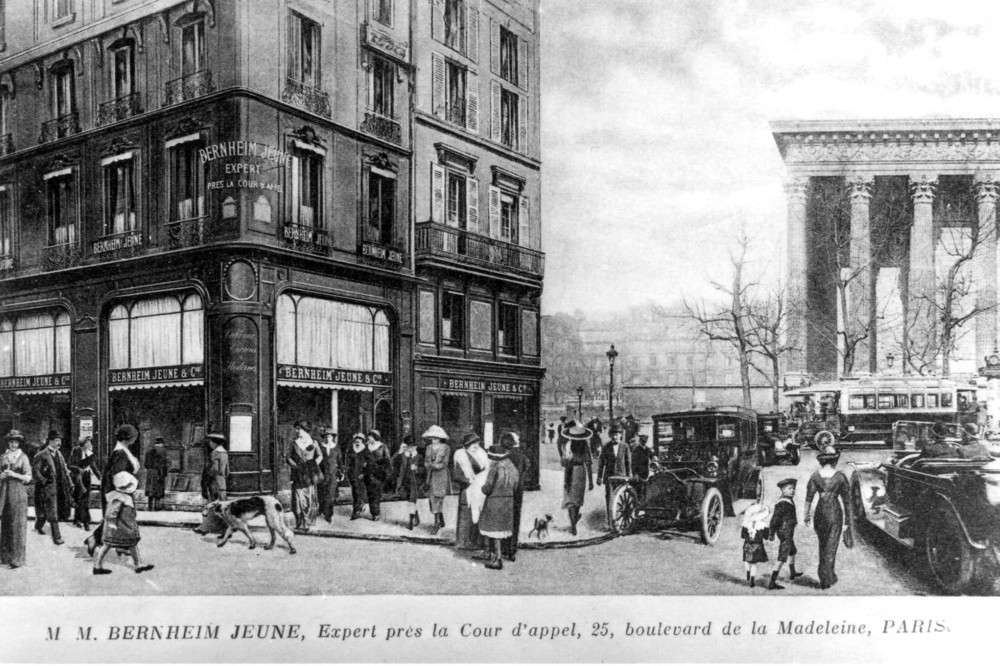
La galerie Bernheim Jeune à Paris en 1912, 25 boulevard de la Madeleine

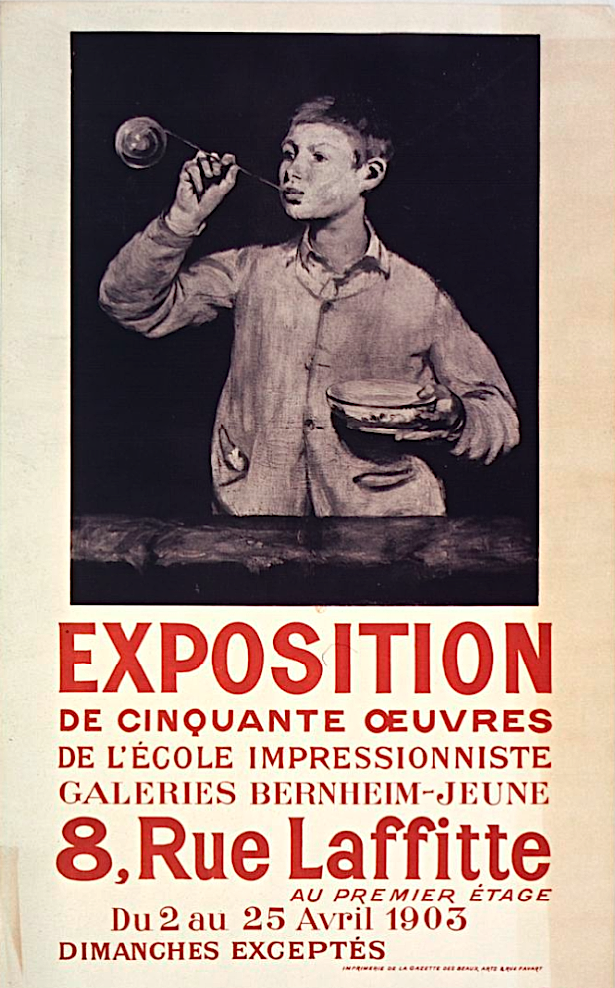
Affiche pour l'exposition des impressionnistes d'avril 1903, reproduisant Les Bulles de savon d'Édouard Manet.

Joseph Bernheim (1794−1859), le père d'Alexandre Bernheim, est originaire de Seppois-le-Bas, en Alsace (Haut-Rhin).
Il part pour Besançon, dans le Doubs, où il est marchand de couleurs et de matériels pour les peintres et commence une collection des œuvres de ses habitués. Son fils Alexandre (1839-1915) devient l'ami d'Eugène Delacroix, Jean-Baptiste Camille Corot et Gustave Courbet qui viennent peindre dans la région.
En 1863, sur les conseils de Courbet, Alexandre Bernheim part pour Paris et ouvre une galerie au no 8 de la rue Laffitte où il montre les peintures des artistes de l'école de Barbizon et, en 1874, les premiers tableaux impressionnistes jamais exposés.
Cette rue va attirer de nombreuses autres galeries, plus d'une vingtaine en tout, jusqu'en 1914. En avril 1870 ouvre la galerie Paul Durand-Ruel (au no 16) ; en septembre 1893 est inaugurée la galerie Vollard (nos 37-39) ; en 1902, celle de Clovis Sagot (no 46).
Vers 1898, la galerie Georges Bernheim (no 9) ouvre, mais elle n'a rien à voir avec cette famille. Le quartier, situé idéalement entre la Bourse, l'hôtel Drouot, Montmartre, l'Opéra et les Grands Boulevards attire une clientèle de collectionneurs et des artistes du monde entier.
En mars-avril 1899 la galerie Bernheim-Jeune offre à Camille Pissarro une exposition personnelle et trois ans plus tard en Février 1902 lui permet de réaliser son ambition d'exposer à nouveau aux côtés de Claude Monet, son ancien confrère impressionniste. Il y présente huit peintures de la série Place Dauphine et cinq de l'été précédent à Dieppe qui ont a été largement saluées. 
En 1901, Alexandre Bernheim organise, assisté de ses deux fils Joseph dit « Josse » (1870-1941) et Gaston (1870-1953), et avec l'aide du critique d'art Julien Leclercq, la première exposition de Vincent van Gogh à Paris .
Il est aussi celui par lequel se fait en 1913 la transaction de L'Origine du monde de Courbet pour un collectionneur hongrois, le baron François de Hatvany.
La fille d'Alexandre, Gabrielle (1863-1932), épouse en secondes noces le peintre Félix Vallotton en 1899 et celui-ci fait son portrait, qu'achète Alexandre (Paris, musée d'Orsay).

## L'avant-garde

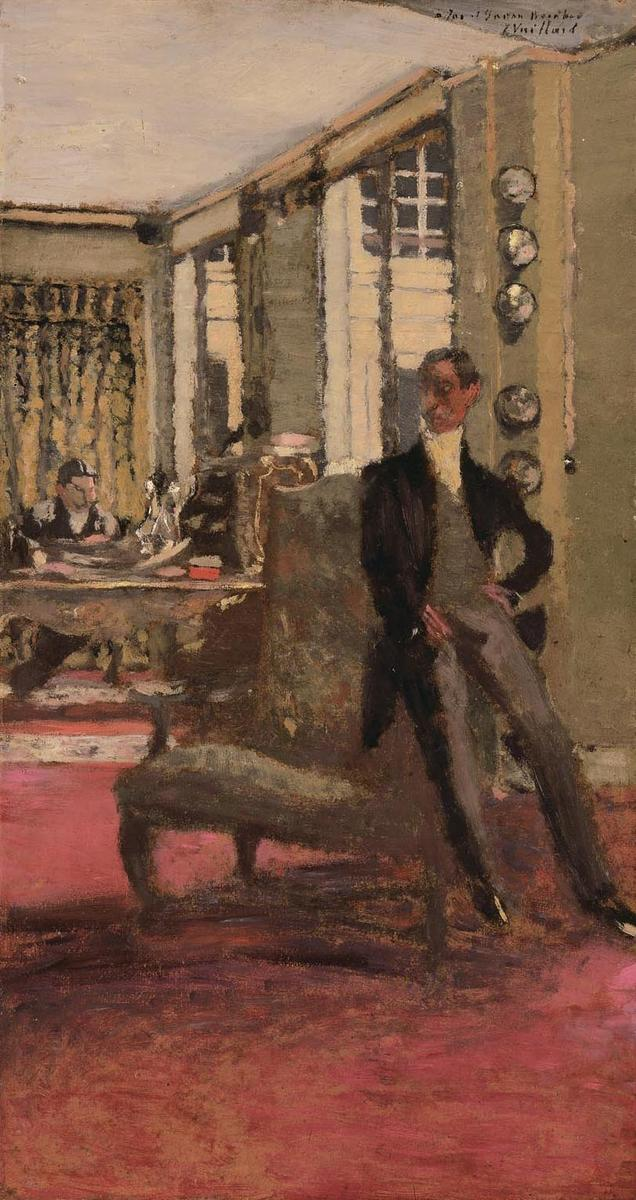
Les Marchands d'art (1912), huile sur toile par Édouard Vuillard, représente les frères Bernheim dans leur bureau (San Antonio, musée d'art McNay).

En 1906, les deux frères ouvrent une autre galerie, au no 25 boulevard de la Madeleine qui prend le nom de « Bernheim-Jeune frères ». Ils présentent Pierre Bonnard, Édouard Vuillard, Paul Cézanne, Henri-Edmond Cross, Georges Seurat, Kees van Dongen, Henri Matisse, le Douanier Rousseau, Raoul Dufy, Maurice de Vlaminck, Amedeo Modigliani, Maurice Utrillo et Georges Dufrénoy.
La galerie devient l'un des centres de l'avant-garde artistique, relayant le travail de marchands-découvreurs comme Berthe Weill ou le jeune Daniel-Henry Kahnweiler, lequel expose dès 1908 le cubiste Georges Braque.
La galerie se lance aussi dans l'édition : en 1906, paraît le premier ouvrage, consacré aux toiles d'Eugène Carrière.
La concurrence entre galeries parisiennes sur le plan des modernes et des contemporains, ou de « la peinture d'après demain » pour reprendre une formule du critique Jacques des Gachons, devient à cette époque sensible, cependant Bernheim-Jeune et Durand-Ruel pratiquent pour certaines œuvres de grand prix la démarche du « compte ensemble », acquérant ainsi des tableaux de façon conjointe.
Cependant, en 1912, la galerie fondée par Alexandre quitte la rue Laffitte pour se rapprocher du boulevard de la Madeleine, au no 15 rue Richepance et le critique Félix Fénéon y organise du 5 au 24 février la première véritable exposition du groupe des artistes futuristes : les toiles d'Umberto Boccioni provoque une vive émotion dans le milieu de l'art.
En 1913, leur cousin, Jos Hessel, qui dirigeait leur galerie et officiait comme expert, ouvre la sienne rue La Boétie.
En 1919, Bernheim-Jeune frères lancent un périodique, Le Bulletin de la vie artistique et nomment Félix Fénéon directeur de la publication, et Guillaume Janneau rédacteur en chef, rejoint en 1921 par Adolphe Tabarant. Ils publient d'importantes monographies. L'aventure s'arrête en 1926. Les éditions commandent, entre 1921 et 1934, à Jacques Villon, quatre-cent cinquante gravures d’interprétation, d'après les peintres modernes de la galerie.
En 1920, c'est le rachat du fonds de la galerie de Georges Petit, aux côtés d'Étienne Bignou.
En 1922, une exposition réunit des œuvres d'Alice Halicka, Auguste Herbin, Pierre Hodé, Moïse Kisling, Marie Laurencin, Henri Lebasque, Fernand Léger et Henri Matisse.
En 1925, la galerie déménage à l'angle du no 83 rue du Faubourg-Saint-Honoré et du no 27 avenue Matignon, où elle est restée en activité jusqu'à la fermeture en mars 2019.
Le président de la République Gaston Doumergue inaugure le vernissage de la première exposition, « Chefs-d'œuvre des XIXe et XXe siècles ». Au début des années 1930, la crise n'épargne pas le milieu des galeries, et les frères Bernheim envisagent même de fermer.

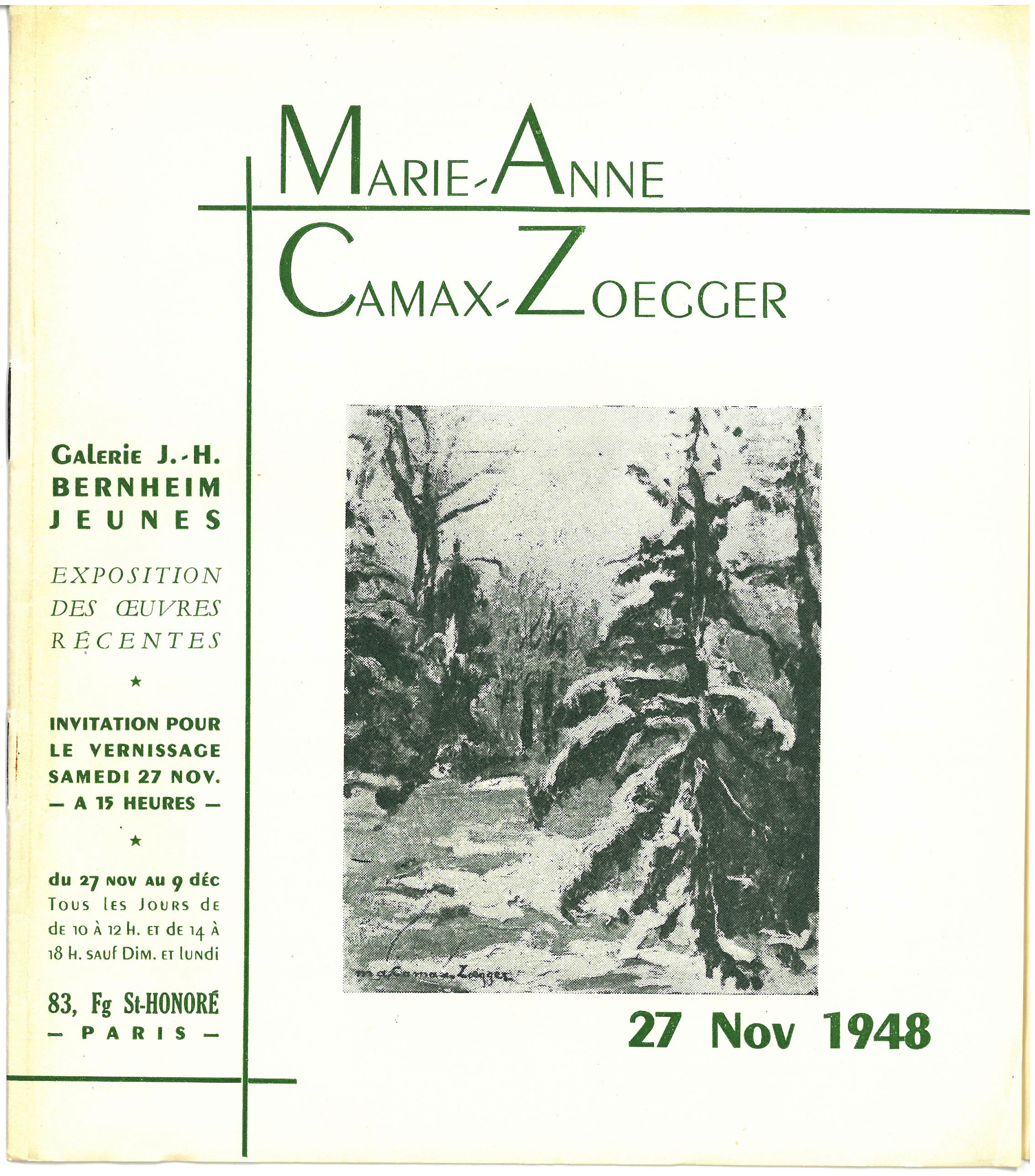
Page de couverture du catalogue d'exposition de Marie-Anne Camax-Zoegger en 1948

C'est cependant l'époque où la galerie accueille le salon de la Société des femmes artistes modernes , créée en 1931 par Marie-Anne Camax-Zoegger présentant ainsi entre autres des œuvres de Camille Claudel, Hermine David, Bessie Davidson, Alice Halicka, Adrienne Jouclard, Marie Laurencin, Marthe Lebasque, Tamara de Lempicka, Mariette Lydis, Mela Muter, Chana Orloff, Valentine Prax ou Suzanne Valadon. En 1935, 1936, 1938. Une exposition personnelle de Raymonde Heudebert se tient en 1932. Marie-Anne Camax-Zoegger y expose aussi en 1948.
Sous l'Occupation, leurs biens sont saisis par l'Einsatzstab Reichsleiter Rosenberg. Les Bernheim, d'origine juive comme le marchand Paul Rosenberg et d'autres, mettront parfois plusieurs décennies à récupérer certaines toiles, souvent issues de leurs collections personnelles, et certaines affaires remontant même au devant de l'actualité au début du XXIe siècle. Démarches rendues d'autant plus difficiles que deux registres de la galerie ont disparu durant le pillage en 1942.
Dans les années 1960, la galerie entreprend l'édition de catalogues raisonnés portant sur l'œuvre de plusieurs peintres importants : celui de Pierre Bonnard par Jean et Henry Dauberville paraît en 1973 (4 volumes), le 5 volume par Guy-Patrice et Floriane Dauberville paraît en 2021 ; Pierre-Auguste Renoir par Guy-Patrice et Michel Dauberville paraît en 2014 (5 volumes), livres de référence sur Matisse (2 volumes) par Guy-Patrice et Michel Dauberville paraît en 1995, sur Modigliani par Guy-Patrice et Floriane Dauberville paraît en 2015 (un volume) et Paul CEZANNE par Guy-Patrice et Floriane Dauberville paraît en 2020 (2 volumes).

## Fermeture de la galerie après 150 ans d'activité
Après la mort en septembre 2012 de Michel Dauberville, descendant de Joseph Bernheim, son cousin Guy-Patrice Dauberville qui est également expert judiciaire, spécialiste de Bonnard et de Renoir, prend alors la direction de Bernheim-Jeune jusqu'en 2018.
Une nouvelle direction décide l'arrêt de toute activité artistique en 2019.
Guy-Patrice et Floriane Dauberville conservent et exploitent les archives Bernheim-Jeune et continuent les expertises sur les œuvres de Bonnard et de Renoir non répertoriées.
En 2024, Sotheby's France s'installe dans les locaux vacants de la galerie.

## Bilan
L'historien français Gérard Monnier estime que 

« les activités de la galerie Bernheim-Jeune, entre 1900 et 1914, sont ainsi significatives de la nouvelle étendue des responsabilités culturelles d’un marché de l’art […]. Ces repères montrent la diversité des fonctions assurés par une grande galerie parisienne à ce moment : la consécration et la célébration des grands artistes modernes de la génération précédente (Van Gogh, Cézanne), la découverte et la promotion commerciale contractuelle des artistes novateurs du moment (Matisse), la participation (avec éventuellement son contrôle commercial) à l’inventaire de l’actualité artistique internationale. »

La galerie a promu quelques-uns des maîtres de l'art moderne comme :
- Paul Cézanne (1839-1906). En 1900, Cézanne est encore un inconnu. Il vit avec sa femme à Aix-en-Provence et empile ses toiles dans un coin de son atelier. Les frères Bernheim lui rendent visite, achètent ses tableaux et lui organisent une exposition en 1908. Ils éditent aussi le premier livre sur Cézanne ;
- Claude Monet (1840-1926). Sur la route de leur maison de week-end à Villers-sur-Mer, les Bernheim s'arrêtent chaque fois à Giverny chez Monet, déjà considéré comme le maître de l'impressionnisme ;
- Auguste Renoir (1841-1919), dont ils élaborent et publient depuis 1983 le catalogue raisonné[19] ;
- Auguste Rodin (1840-1917) ;
- Pierre Bonnard (1867-1947) ;
- Henri Matisse (1869-1954) ;
- André Dunoyer de Segonzac (1884-1974) ;
- Nandor (1897-1978), Maurice (1899-1986) et Elemer Vagh Weinmann (1906-1994).

À la fin du XXe siècle, la galerie expose des peintres et sculpteurs s'inscrivant pour certains dans la lignée de l'École de Paris, tendance propre à une grande partie des galeries environnantes proches de l'avenue Matignon. Parmi les plus connus, Jean Carzou, Lucien Fontanarosa, Robert Humblot, Shelomo Selinger, Pollès, ou bien encore Joseph Terdjan.
La galerie est prisée de collectionneurs venus d'Asie.